# Маршал (Китай)
Юаньшуай або маршал (元帅; 元帥) — вище військове звання в збройних силах Китаю, що існувало в період з початку XII століття до 1965 року й умовно дорівнювало званню маршала в інших націях. Його присвоювали видатним полководцям династичних і республіканських періодів Китаю. Вищий ранг даюаньшуай (китайська спрощена: 大元帅; китайська традиційна: 大元帥; букв. «Великий маршал»), що відповідало генералісимусу, було присвоєно Чан Кайші в Республіці Китай. Його також пропонували Мао Цзедуну, але він зрештою так і не прийняв його.

## Список маршалів Китаю
| #                            | Фото         | Ім'я          | Д. Н.             | Д. С.             | Військова біографія | Дата присвоєння звання |
| Династія Сун                 | Династія Сун | Династія Сун  | Династія Сун      | Династія Сун      | Династія Сун | Династія Сун           |
| ---------------------------- | ------------ | ------------- | ----------------- | ----------------- | --- | ---------------------- |
| 1                            |              | Юе Фей        | 24 березня 1103   | 27 січня 1142     | відомий китайський військовий діяч, стратег, національний герой та поет часів династії Сун. Один з «Чотирьох видатних військовиків епохи Південної Сун» | ?                      |
| Династія Цзінь               |              |               |                   |                   | |                        |
| 2                            |              | Пусянь Ваньну | ?                 | 1233              | китайський воєначальник, що перебував на службі імперії Цзінь. Ван держави Східна Ся в 1213—1233 роках. Вів війни проти Південної Сун, протистояв монгольській навалі, пізніше перейшов на бік монгольського володаря Чингісхана                                                                       | ?                      |
| Республіка Китай (1912—1949) |              |               |                   |                   | |                        |
| 3                            |              | Чан Кайші     | 31 жовтня 1887    | 5 квітня 1975     | військовий і політичний діяч Китаю, що очолив Гоміндан 1925 року після смерті Сунь Ятсена; президент Республіки Китай (1950—1975), маршал і генералісимус. Зазнав поразки від комуністів у Громадянській війні в Китаї                                                                                 |                        |
| 4                            |              | Лу Жунтін     | 9 вересня 1859    | 6 листопада 1928  | китайський політичний та військовий діяч доби мілітаристів у Китаї, маршал |                        |
| 5                            |              | Тан Цзіяо     | 14 серпня 1883    | 23 травня 1927    | китайський політичний та військовий діяч доби мілітаристів у Китаї, маршал, Ґуйчжоуський (1912–1913) і Юньнаньський губернатор (1913–1927) і головнокомандувач «Військами захисту Батьківщини» (1909—1927)                                                                                             |                        |
| Китайська Народна Республіка |              |               |                   |                   | |                        |
| 6                            |              | Чжу Де        | 1 грудня 1886     | 6 липня 1976      | китайський військовий, державний і політичний діяч, лідер китайської революції 1930—1940-их років. Один з найближчих соратників Мао Цзедуна. Маршал, головнокомандувач Народно-визвольної армії Китаю (1946-1954). Учасник Північного походу, Громадянської війни в Китаї та Японсько-китайської війни | 1955                   |
| 7                            |              | Пен Дехуай    | 24 жовтня 1898    | 29 листопада 1974 | китайський військовий, державний і політичний діяч. Маршал, міністр оборони КНР (1954-1959). Учасник Північного і Великого походів, Громадянської війни в Китаї, Японсько-китайської і Корейської війн                                                                                                 | 1955                   |
| 8                            |              | Лінь Бяо      | 5 грудня 1907     | 13 вересня 1971   | китайський військовий, державний і політичний діяч. Маршал, міністр оборони КНР (1959—1971). Учасник Наньчанського повстання, Великого походу, Японсько-китайської та Громадянської війн | 1955                   |
| 9                            |              | Лю Бочен      | 4 грудня 1892     | 7 жовтня 1986     | китайський військовий і політичний діяч, маршал. Учасник Північного і Великого походів, Японсько-китайської, Громадянської та Китайсько-індійської війн | 1955                   |
| 10                           |              | Хе Лун        | 22 березня 1896   | 9 червня 1969     | китайський військовий діяч, маршал. Учасник Наньчанського повстання, Північного походу, Японсько-китайської, Громадянської війн. Репресований | 1955                   |
| 11                           |              | Чень Ї        | 26 серпня 1901    | 6 січня 1972      | китайський військовий та політичний діяч, маршал, дипломат, міністр закордонних справ КНР (1958—1972). Учасник Наньчанського повстання, Північного походу, Японсько-китайської та Громадянської війн                                                                                                   | 1955                   |
| 12                           |              | Ло Жунхуань   | 26 листопада 1902 | 16 грудня 1963    | китайський військовий та політичний діяч, маршал. Учасник Північного походу, Японсько-китайської та Громадянської війн | 1955                   |
| 13                           |              | Сюй Сянцянь   | 8 листопада 1901  | 21 вересня 1990   | китайський військовий та політичний діяч. Маршал, міністр оборони КНР (1978—1981). Учасник Північного походу, Японсько-китайської та Громадянської війн | 1955                   |
| 14                           |              | Не Жунчжень   | 29 грудня 1899    | 14 травня 1992    | китайський військовий діяч, маршал. Учасник Північного походу, Японсько-китайської та Громадянської війн | 1955                   |
| 15                           |              | Є Цзяньїн     | 28 квітня 1897    | 22 жовтня 1986    | китайський військовий та політичний діяч, маршал. Міністр оборони КНР (1975—1978), заступник голови Національної ради оборони (1954—1976), голова Постійного комітету Всекитайських зборів народних представників (1978-1983). Учасник Великого походу, Японсько-китайської та Громадянської війн      | 1955                   |